# Noonie Bao
Jonnali Mikaela Parmenius (Estocolmo; 9 de agosto de 1987), más conocida por su nombre artístico Noonie Bao, es una cantante y compositora sueca. Ha aportado las vocales no acreditadas en los reconocidos sencillos «I Could Be The One» de Avicii y Nicky Romero y «Alone» de Alan Walker.
A lo largo de su carrera, ha escrito canciones para numerosos artistas, como Troye Sivan, Katy Perry, Camila Cabello, Ava Max, Sam Smith, David Guetta, Zedd, entre otros.

## Biografía
Su madre es sueco-japonesa y su padre es sueco-finés. Aunque no tenga rasgos característicos de Asia, Noonie es fiel a costumbres budistas y se siente orgullosa de sus raíces. 
Empezó a dedicarse al canto a una edad temprana en un suburbio de Estocolmo inspirada por sus padres músicos. Asistió a la escuela de música, y fue considerada como la oveja negra de la clase y de ahí surgió su alias, Noonie Bao. En su adolescencia asistió al Conservatorio de Música de Estocolmo, pero lo abandonó y se fue al extranjero. Vivió en un pueblo de Suiza, donde pasó los días en una tienda de pianos, donde grabó canciones en su dictáfono. Tiempo después se mudó a París y consiguió un trabajo como ayudante en un estudio de grabación.
En 2012, lanzó su álbum debut I Am Noonie Bao por el sello HYBRIS. En 2013 fue nominada a los Grammis suecos en la categoría de Mejor Artista Revelación.
En 2014, Noonie, coescribió tres canciones junto a Charli XCX: "Doing it", "Breaking up" y "Need ur luv", las cuales se pueden encontrar en SUCKER (el tercer álbum de Charli XCX).
El 25 de marzo de 2015 colgó el audio de su nuevo sencillo, I'm in love, en SoundCloud y Youtube. Presentó el sencillo en Kioto (lugar de nacimiento de su madre y abuelos). Más tarde, el 23 de abril, subió a YouTube el videoclip de I'm in love, pero solo se podía visualizar en Suecia; hasta la semana siguiente no se pudo ver en todos los lugares del mundo. Y no fue en su canal de YouTube donde se podía visualizar el vídeo en todo el mundo, sino en Noisey.
En el año 2019, coescribió junto a MARINA (Marina and The Diamonds) para su cuarto álbum de estudio llamado LOVE + FEAR dos de las dieciséis canciones que lo componen. Estas dos canciones son "Enjoy Your Life" y "True", para las cuales, desde el booklet de la artista, se puede comprobar que ambas están firmadas tanto con su nombre artístico como con su nombre de nacimiento (Jonnali Parmenius).

## Discografía

### Álbumes de estudio
- 2012: I Am Noonie Bao

### Sencillos
- 2012: «About to Tell»
- 2012: «Bodywork Lover»
- 2013: «The Game»
- 2013: «Do You Still Care?»
- 2013: «Ung & Kåt»
- 2015: «I'm in love»
- 2015: «Pyramids»

### Colaboraciones
| Año  | Título                          | Artista                 | Álbum              | Participación                |
| ---- | ------------------------------- | ----------------------- | ------------------ | ---------------------------- |
| 2008 | «Prison Break»                  | Kocky                   | Stadium Status     | Como vocalista               |
| 2010 | «Four Elements»                 | Tove Styrke             | Tove Styrke        | Como compositora             |
| 2011 | «Fair Weather Friends»          | Das Pop                 | The Game           | Como corista                 |
| 2012 | «M1 Stinger»                    | Don Diablo              | Sencillo sin álbum | Como vocalista               |
| 2013 | «I Could Be the One (Nicktim)»  | Avicii Vs. Nicky Romero | Sencillo sin álbum | Como compositora y vocalista |
| 2013 | «Always on the Run»             | Avicii                  | True (bonus track) | Como vocalista               |
| 2013 | «Rihanna»                       | Clean Bandit            | New Eyes           | Como vocalista               |
| 2013 | «Dust Clears»                   | Clean Bandit            | New Eyes           | Como vocalista               |
| 2013 | «Starlight (Could You Be Mine)» | Don Diablo & Matt Nash  | Sencillo sin álbum | Como vocalista               |
| 2015 | «All This Love»                 | Alesso                  | Forever            | Como vocalista               |
| 2015 | <<City Lights>>                 | Avicii                  | Stories            | Como vocalista               |
| 2016 | «Alone»                         | Alan Walker             | Alone              | Como vocalista               |
| 2019 | <<Fades Away>>                  | Avicii                  | Tim                | Como vocalista               |